# Fasciola (tributo)
Fasciola è il termine con cui, nel Regno di Sicilia, si indicavano i tributi straordinari che venivano imposti al popolo in occasione della nascita di un rampollo reale.

## Etimologia
Il termine volgare deriva dal latino fasciŏla, diminutivo di fascia, con riferimento all'abbigliamento neonatale.